# گوزدیکا
گوزدیکا (به بلغاری: Gozdeyka) یک منطقهٔ مسکونی در بلغارستان است که در شهرستان دریانوو واقع شده‌است.